# M. Eko
Pour les articles homonymes, voir Eko.
Eko Tunde ou Monsieur Eko est un personnage fictif du feuilleton télévisé Lost : Les Disparus. Il est interprété par l'acteur Adewale Akinnuoye-Agbaje.
Le personnage de M. Eko est introduit dans le deuxième épisode de la deuxième saison. Eko est un survivant de l'arrière de l'avion du vol Oceanic 815. Les flashbacks le concernant révèlent qu'il est devenu chef d'un groupe de guérilleros au Nigéria pour sauver son frère, Yemi. Par la suite, il est devenu prêtre après avoir causé la mort de son frère, à la suite d'une affaire de contrebande qui a mal tourné. Lorsqu'il se fait bannir de son village après avoir tué deux guérilleros dans une église, il part à Londres puis en Australie pour vérifier qu'un « miracle » s'est produit. Il prend ensuite le vol Oceanic 815 qui s'écrase sur la même île que l'avion de contrebande dans lequel son frère est mort. Le soixante-douzième jour après le crash, il voit son frère sous forme de vision et se fait tuer par le monstre de fumée.

## Biographie fictive

### Avant le crash
Originaire du Nigéria, M. Eko s'occupe toujours de son jeune frère, Yemi, avec qui il vit dans un petit village. Un jour, quand Eko joue avec d'autres enfants, un groupe de guérilleros pille le village à la recherche de jeunes recrues. Quand Yemi refuse de tirer sur un vieil homme, Eko intervient et tire lui-même, épargnant Yemi du même destin auquel il est destiné. Les guérilleros enlèvent donc Eko et le destinent à une vie de criminel. Il devient un parrain de la drogue et le chef d'un groupe de guérilleros, alors que son frère devient prêtre. Quelques années après son enlèvement, Eko retourne dans son village natal pour demander à Yemi de l'aider à passer de l'héroïne en contrebande qu'Eko a caché dans des statues de la Vierge Marie et prévoit de quitter le pays par les airs. Pour cela, Yemi doit signer des documents attestant qu'ils sont prêtres mais Yemi refuse jusqu'à ce qu'Eko menace que ses associés brûlent l'église.
Lorsqu'Eko et ses hommes se réunissent sur un terrain d'aviation et s'apprêtent à partir, Yemi tente de convaincre Eko de renoncer à son projet car il a prévenu les militaires. Quand les militaires arrivent, Yemi est mêlé à une fusillade et Eko est projeté de l'avion par un de ses hommes. L'avion parti, Eko est confondu avec Yemi par les militaires qui le ramènent à son village. Se sentant coupable de la mort de Yemi, Eko assume son rôle de prêtre du village. Un jour, Eko rencontre un groupe de guérilleros qui ont fait un marché avec Yemi : ils prennent 80 % des vaccins livrés au village en échange de la sécurité du village. Peu après, les guérilleros arrivent à l'église et essayent de couper une main d'Eko. Cependant, Eko se bat et les tue. L'église est alors condamnée et Eko est banni jusqu'à ce qu'il parte pour Londres.
Après avoir quitté l'Angleterre, Eko exerce en tant que prêtre en Australie sous le nom de père Tunde. Son supérieur lui demande de vérifier la véracité d'un miracle rapporté par une jeune femme qui serait revenue à la vie après s'être noyée. Le père de la fille, Richard Malkin, lui dit que c'est dû à l'incompétence de l'entrepreneur des pompes funèbres. Lorsque Eko se prépare à embarquer pour le vol Oceanic 815, il rencontre la fille qui lui dit qu'elle a vu Yemi et qu'il doit avoir la foi.

### Après le crash
Après le crash, Eko débarque avec les autres survivants de la queue de l'avion sur une plage. La première nuit, les « Autres » enlèvent quelques survivants et Eko tue deux d'entre eux ; se sentant coupable, Eko reste muet pendant les quarante jours suivants. Lorsque Jin, Sawyer et Michael débarquent sur leur plage, Eko les assomme et les transporte dans un puits. Quand leur innocence est prouvée, Eko et les survivants de l'arrière de l'appareil se dirigent jusqu'au camp des survivants du fuselage. Après leur arrivée, Locke montre à Eko une vidéo d'orientation du Projet Dharma.
Quand Eko découvre une statue de la Vierge Marie dans les affaires de Charlie, il exige d'être porté au Beechcraft d'où elle provient, sachant que le corps de son frère s'y trouve. Eko et Charlie décident de brûler l'avion avec toutes les statues contenant de l'héroïne. Son cinquantième jour sur l'île, Eko baptise le bébé Aaron et sa mère Claire. Lorsqu'il découvre que les survivants tiennent un des « Autres » appelé Henry Gale capturé dans la trappe de la station « Le Cygne », il demande à lui parler. Eko confesse le massacre de deux des siens la première nuit de l'accident et exprime ses condoléances avant de partir. Après sa confession, Eko commence à construire une église à proximité de la plage avec l'aide de Charlie. Cependant, lorsque Ana Lucia et Yemi lui disent dans un rêve d'aider Locke, Eko abandonne l'église et s'aventure dans la jungle avec Locke, en prétendant rechercher Henry Gale qui s'est échappé. Eko parvient à convaincre Locke de l'emmener au « ? » qu'il a dessiné sur une carte, ayant pour résultat la découverte de la station « La Perle ». Après avoir regardé la vidéo d'orientation de la station, Eko souhaite continuer d'appuyer sur le bouton situé dans le bunker, en dépit des protestations de Locke. Locke et Desmond lancent la procédure de confinement du bunker lorsque Eko se trouve hors de la salle des ordinateurs. Désespéré, pour ne pas laisser le chronomètre arriver à son terme, Eko cherche de la dynamite au Rocher Noir pour ouvrir la porte anti-souffle mais, en dépit de ses efforts, ne peut pas empêcher la station d'imploser.
Bien qu'Eko survive à l'implosion, il est traîné par un ours polaire avant d'être sauvé par Locke et Charlie. Plus tard, Eko se réveille et trouve Yemi dans sa tente qui lui dit qu'il doit se confesser. Recherchant Yemi, il décide de retourner au Beechcraft. Il est rejoint par Locke, Desmond, Sayid, Nikki et Paulo, partis à sa recherche. Pendant que le groupe se rend à la station « La Perle », Eko attend dehors et revoit Yemi, puis le suit pour se confesser. Mais ce n'est pas Yemi, le « monstre de fumée » s'est emparé de son corps, de son apparence; il blesse mortellement Eko alors qu'il croit se confesser à son frère.